# شهرستان گرین (پنسیلوانیا)
شهرستان گرین، پنسیلوانیا (به انگلیسی: Greene County, Pennsylvania) شهرستانی در ایالات متحده آمریکا است که در پنسیلوانیا واقع شده‌است.

## خصوصیات
شهرستان گرین ۱٬۴۹۷٫۰۲ کیلومترمربع مساحت دارد.